# Hasentabu
Ein Hasentabu ist ein religiös oder symbolisch begründetes Tabu, das sich auf den Verzehr von Hasenfleisch als Spezialfall eines Nahrungstabus oder den Kontakt mit Hasen bezieht. Hasentabus kommen bei vorderasiatischen, dem Islam nahestehenden Glaubensgemeinschaften wie den Aleviten vor, in Form eines Speisegesetzes auch im Judentum, an dieses angelehnt auch bei den Alawiten, sowie im Volksglauben der Bauern und Nomaden Kleinasiens.

## Hasentabu der keltischen Britannier
Gaius Iulius Caesar berichtet in Buch V, Kapitel 12 von De bello Gallico über ein Hasentabu bei den keltischen Britanniern:

„Leporem et gallinam et anserem gustare fas non putant; haec tamen alunt animi voluptatisque causa.“

„Hase, Huhn und Gans gelten als unerlaubte Speisen, doch hält man diese Tiere zu Lust und Vergnügen.“

Da Caesar humorvollen keltischen Gesprächspartnern gelegentlich auf den Leim gegangen ist, ist diese Überlieferung cum grano salis zu betrachten.

## Judentum
Das Verbot des Verzehrs von Hasenfleisch gehört zu den verbindlichen jüdischen Speisegesetzen. In der Tora wird im 3. Buch Mose über reine und unreine Tiere geschrieben:

„Die Kaninchen wiederkäuen wohl, aber sie spalten die Klauen nicht; darum sind sie unrein. Der Hase wiederkäut auch, aber er spaltet die Klauen nicht; darum ist er euch unrein. Und ein Schwein spaltet wohl die Klauen, aber es wiederkäut nicht; darum soll’s euch unrein sein. Von dieser Fleisch sollt ihr nicht essen noch ihr Aas anrühren; denn sie sind euch unrein.“

Damit wird der Verzehr von Tieren, die „keine gespaltenen Klauen haben oder nicht wiederkäuen“, untersagt.
Mary Douglas hat aus der Exegese des 3. Buch Mose weitere, für die Begründung eines Nahrungstabus wichtige Regeln extrahiert. Sie listet Folgende: „Heilig zu sein, bedeutet vollendet zu sein, eins zu sein; Heiligkeit ist Einheit, Integrität, Perfektion des Individuums und seiner Art. Die Speisevorschriften entwickeln lediglich diese Regeln als Metapher von Heiligkeit auf der gleichen Linie weiter.“ Nutztiere, die zum klassischen Viehbestand der Israeliten gehörten, galten, ebenso wie das Land, als von Gott gesegnet. Dagegen stünden die Wildtiere in keinem gottgegebenen Bund mit den Menschen. Allerdings können Wildtiere verzehrt werden, solange sie Klauen haben und wiederkäuen. Die Gewohnheit bei Hasen und Kaninchen, ihren Kot zu verzehren, wird zwar als Wiederkäuen gedeutet, allerdings haben sie keine Klauen. Auf der anderen Seite fallen Schweine unter die jüdischen Speiseverbote, da sie zwar Klauen haben, aber nicht wiederkäuen. „Diejenigen Tierarten sind nicht koscher, die mängelbehaftete Mitglieder ihrer Klasse sind oder deren Klasse selbst die generelle Vorstellung der Welt durcheinanderwirft.“ Hasen fallen hier aus dem Raster der damaligen religiösen Welterklärung und damit aus dem Speiseplan.

## Islam
In einigen Zweigen des islamischen Glaubens gibt es ein Hasentabu. Ein aus dem jüdischen Gesetz abgeleitetes Speisetabu kennen auch die Alawiten. Bei den Aleviten der Bektaschi-Tarīqa, einer islamischen Glaubensrichtung, die mit der Einwanderung turkmenischer Stämme nach Anatolien im 13./14. Jahrhundert entstand, und den alevitischen Tahtacı ist der Verzehr von Hasenfleisch rituell untersagt.

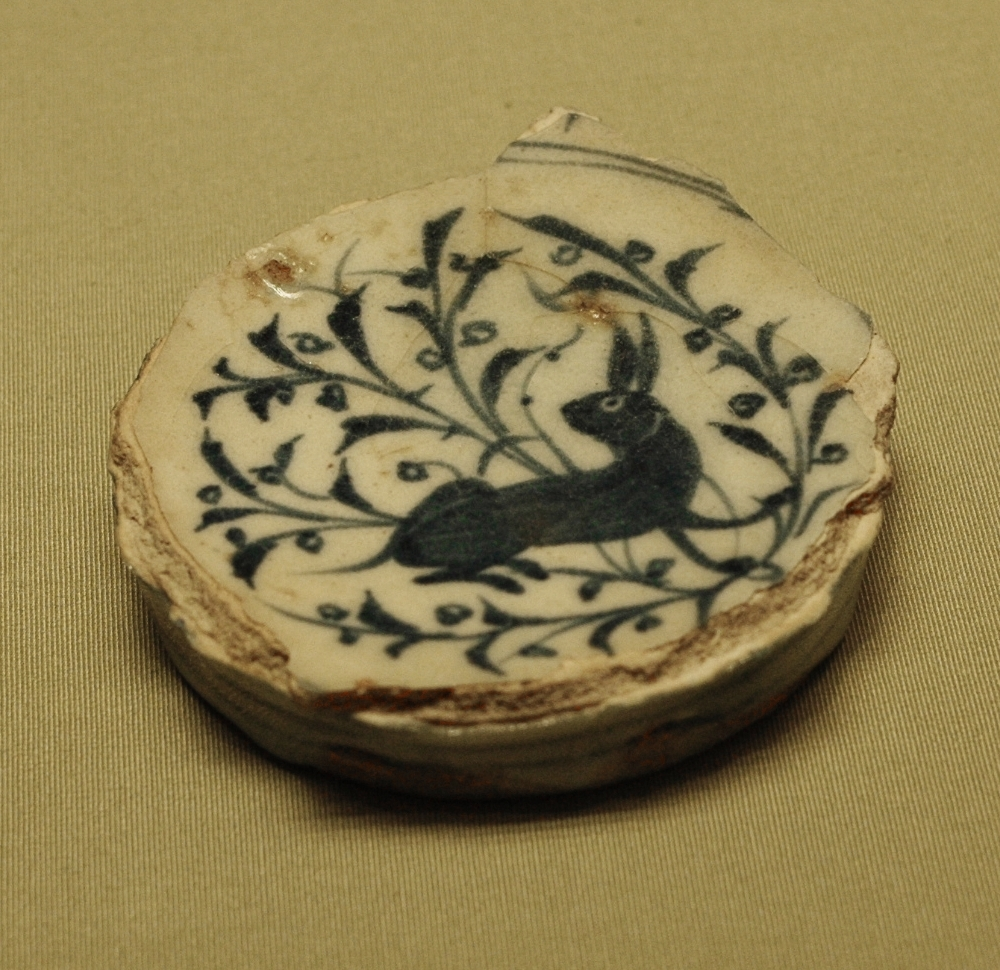
Schalenfragment mit Darstellung eines Hasen, Ägypten, 14. Jh.

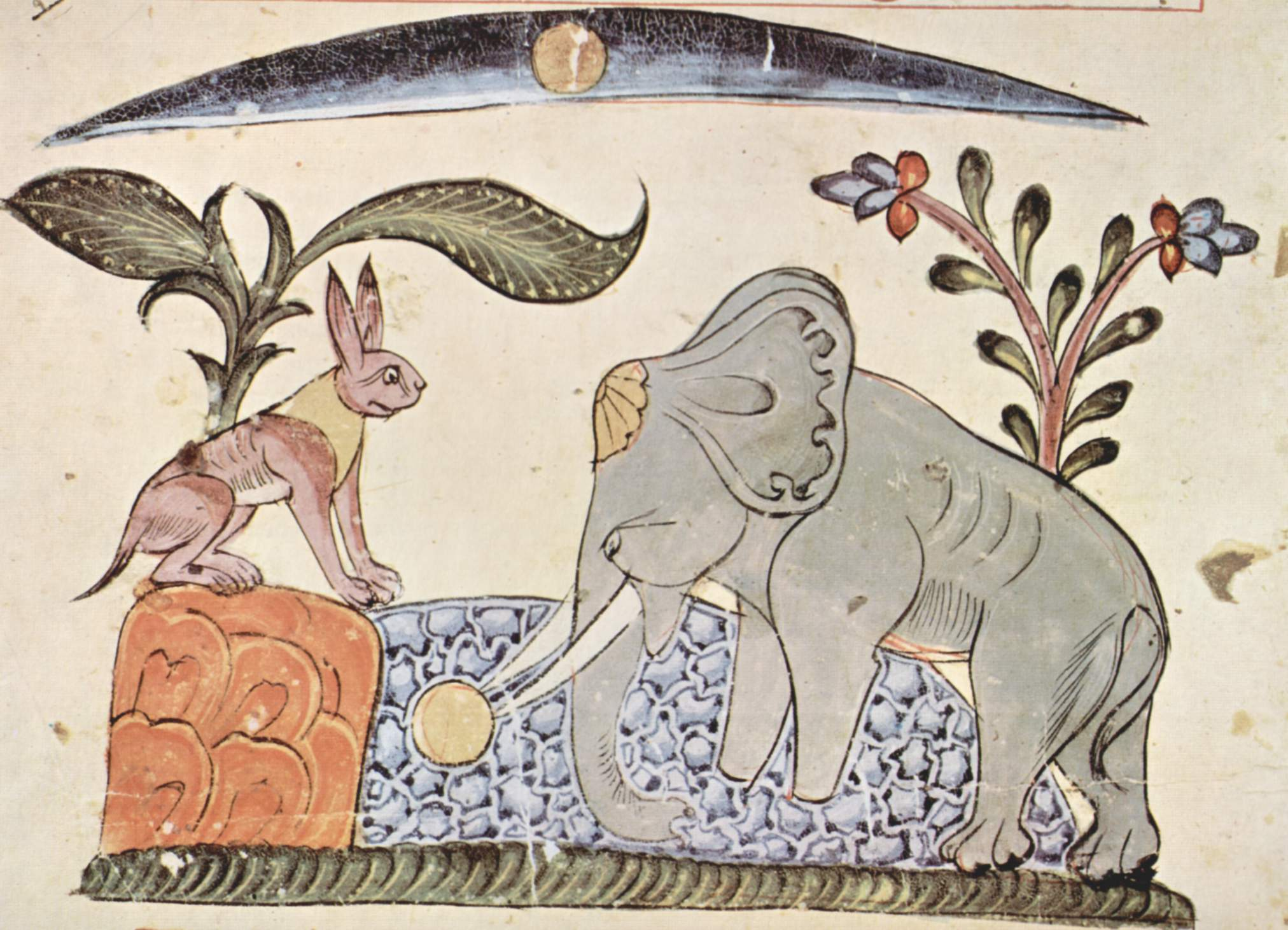
Hase und Elefant, syrische Miniaturmalerei, 1354

Das Hasentabu der Aleviten bietet zu vielfältigen Spekulationen und Begründungsversuchen Anlass. Für die Aleviten gelten Hasen und Kaninchen als „unheilvolle Tiere“, das Verbot ihres Verzehrs soll die rituelle „Gemeindereinheit vor dem Einfluss der Außenwelt“ bewahren. Ein weiterer Ansatz führt den unreinen Charakter der Hasen darauf zurück, dass „sie eine vielfältige, aus Merkmalen sieben verschiedener Tiere zusammengesetzte Natur besitzen“. Dies lässt sie außerhalb der biblischen Tierkategorien des Buchs Genesis stehen und knüpft an die Tabubegründungen im Judentum an.
Möglicherweise haben sich in diesem Speisegebot auch ältere Traditionen des turkmenischen Kizilbasch-Ordens erhalten, von der das Alevitentum seine Herkunft ableitet. Der formal schiitische Glaube der Kizilbasch war bis zu ihrer endgültigen Unterwerfung und Zerstreuung, sowie der Durchsetzung des orthodox-schiitischen Islam durch den Safawidenschah Abbas I. durch eine eher oberflächliche Bindung an den Islam und durch bleibende Beziehungen zu einer schamanisch beeinflussten Volksfrömmigkeit gekennzeichnet.
In der bildenden Kunst des Islam, auch des späteren Osmanischen Reiches, spielte die bildliche Darstellung des Hasen eine wichtige symbolische, mythologisch begründete Rolle. Hierauf berufen sich türkische Autoren, mit dem Ziel, die Gemeinschaft der Aleviten in die türkische Nation zu integrieren.
Das Verbot des Essens von Hasenfleisch gilt nicht für die Mehrheit der Muslime, die sich auf das Fehlen eines solchen Verbots berufen. In der Sure 6: Al-An'am des Koran heißt es:

„Sprich: Ich finde in dem, was mir offenbart worden ist, nichts, was einem Speisenden, der es speist, untersagt worden ist, es sei denn von selbst Verendetes oder ausgeflossenes Blut oder Schwein, denn das ist Befleckung oder Frevel.“

Die Zulässigkeit des Verzehrs von Hasenfleisch findet in der hadithischen Überlieferung ihre Fortsetzung:

„Hammad Ibn Uthman berichtete, dass Imam Ja’far As-Sadiq sagte: Der Prophet Muhammad war von zurückhaltender Natur und er pflegte es etwas zu verabscheuen ohne dass er es für verboten erklärte. Als ihm der Hase gebracht wurde, verabscheute er ihn, doch er selbst erklärte ihn nicht für verboten.“

## Christentum
Den Nestorianern gilt der Hase als unrein. Die Chaldäer sehen die Begegnung mit einem Hasen als ungünstiges Vorzeichen an. Schwangere Frauen sollten die Begegnung mit Hasen möglichst vermeiden, damit ihren Kindern später beim Schlafen nicht die Augen offen stehen bleiben.
Ansonsten kennt das Christentum unter Berufung auf das Markusevangelium (Mk 7,18–19 ) und die Paulusbriefe (1 Kor 10,25 , 1 Tim 4,4 ) keine Speisegesetze. Zur Symbolik des Hasen im Christentum siehe Osterhase. In Deutschland kommen Kaninchen vor allem in der Osterzeit auf den Speisetisch.

## Hasenfleisch aus medizinischer Sicht
Eine mögliche medizinische Erklärung für eine Tabuisierung von Hasenfleisch ist das Risiko einer Übertragung von bakteriellen Infektionen oder Parasitosen. Der Verzehr von nicht ausreichend gegartem Fleisch wild lebender Kaninchen oder Hasen birgt das Risiko einer Erkrankung an Tularämie („Hasenpest“). Die – im Zusammenhang mit den alttestamentlichen Speisegesetzen oft angeführte – Gefahr einer Trichinellose ist dagegen eher für den Verzehr fleischfressender Tiere oder von Allesfressern wie dem Schwein relevant.
Ein Zusammenhang zwischen dem Verzehr bestimmter Fleischsorten und dem Auftreten von Krankheitssymptomen wurde wahrscheinlich schon beobachtet, als die Menschen noch als Jäger und Sammler lebten. Bei Jägern und Sammlern in der gemäßigten Klimazone und in kälteren Regionen drohte besonders im Spätwinter und im Frühjahr Nahrungsmangel und einseitige Ernährung mit fettarmem Fleisch. Eine solche Mangelernährung mit zu wenig Fett und zu viel Eiweiß kann beispielsweise beim ausschließlichen Verzehr von Bison- oder Hasenfleisch auftreten. In der modernen Zeit beschrieb der Polarforscher Vilhjálmur Stefánsson erstmals den überwiegenden Verzehr von Kaninchenfleisch als Ursache für den sogenannten Kaninchenhunger.